# Helgakviða Hjörvarðssonar

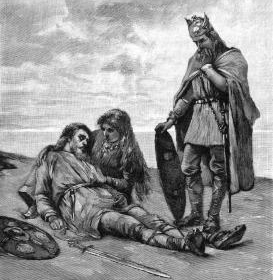
Helgi, Sváfa und Heðinn. Illustration aus Fredrik Sanders schwedischer Ausgabe der Lieder-Edda (1893)

Die Helgakviða Hjörvarðssonar („Lied von Helgi Hjörvarðsson“) ist ein Heldenlied in altnordischer Sprache. Es stammt aus der Lieder-Edda („Älteren Edda“) und ist in der Handschrift Codex Regius enthalten. In seiner heute erhaltenen Form ist das Lied wahrscheinlich nicht vor dem 12. Jahrhundert entstanden. Es existiert eine deutsche Übersetzung von Felix Genzmer.

## Handlung
Das Lied berichtet vom Leben von Helgi Hjörvarðsson.

### Vorgeschichte
König Hjörvarðr, der später Helgis Vater wird, hört von der Schönheit von Sigrlinn, der Tochter von König Sváfnir. Er schickt seinen Gefolgsmann Atli, um bei König Sváfnir um Sigrlinn zu werben, allerdings ohne Erfolg. Daraufhin reist er mit seinem Gefolge selber zu Sváfnir. Aus der Ferne sieht er in Sváfnirs Land Brände, Kriegsverwüstungen und Heere. Es stellt sich heraus, dass König Hróðmarr das Land überfallen und König Sváfnir getötet hat. Hjörvarðr findet Sigrlinn und heiratet sie. Sie wird seine vierte Frau.

### Helgi trifft Sváfa
Sigrlinn bekommt einen Sohn. Er ist gesund und kräftig, spricht aber kein Wort, und seine Eltern geben ihm auch keinen Namen. Als er eines Tages auf einem Grabhügel sitzt, reiten neun Walküren durch die Luft. Die erste von ihnen spricht ihn mit dem Namen Helgi an und sagt, dass es lange dauern würde, bis er reich und mächtig würde, wenn er gedächte, stumm zu bleiben. Helgi nimmt den Namen an, aber ein Geschenk, das zur Namensgebung gehört, lehnt er ab, wenn er nicht die Walküre bekommen könnte, mit der er spricht. Diese Walküre ist Sváfa, Tochter von König Eylimi. Sie soll Helgi später noch oft als Walküre begleiten und ihn in Kämpfen schützen. Sie berichtet Helgi von 46 Schwertern auf Sigarsholmr, von denen er das beste auswählen solle.

### Helgi rächt Sváfnir
Helgi nimmt das Schwert, das Sváfa ihm beschrieben hatte. Er bricht mit Gefolgsleuten seines Vaters auf, um Hróðmarr zu töten, der seinen Großvater Sváfnir getötet hatte. Bei diesem und bei anderen Kämpfen reitet Sváfa unsichtbar über ihm durch die Luft und beschützt ihn.

### Scheltgespräch mit Hrímgerðr
Helgi trifft auf den Riesen Hati und tötet ihn. Nachts hält Atli, ein Gefolgsmann von Helgi und seinem Vater, Wache, als sich Hrímgerðr nähert, eine Tochter des Riesen Hati. Es kommt zu einem Scheltgespräch zwischen Atli und Hrímgerðr, mit gegenseitigen Beleidigungen und Verhöhnungen. Helgi mischt sich in das Scheltgespräch ein. Hrímgerðr erklärt ihm, dass sie ihren Vater rächen und die Männer angreifen würde, wenn da nicht die Frau wäre, die unsichtbar über ihnen reitet. Helgi findet heraus, dass Sváfa und andere Walküren ihn führen und schützen, dabei aber für ihn unsichtbar bleiben. Helgi und Atli ziehen das Gespräch in die Länge, solange bis die Sonne aufgeht und die Riesin von den ersten Sonnenstrahlen in einen Felsen verwandelt wird.

### Helgi und Sváfa heiraten
Helgi reist zu König Eylimi, Sváfas Vater, und hält um ihre Hand an. Sie schwören einander Treue und leben glücklich zusammen. Später bricht Helgi zu Kriegszügen auf, während Sváfa wieder Walküre wird.

### Heðinns Schwur und Helgis Tod
Helgis Bruder Heðinn lebt zu Hause bei seinem Vater. Kurz vor dem Julfest trifft er im Wald eine Zauberin und gerät mit ihr in Streit. Sie wird wütend und verkündet, das würde er bald bereuen. Während des Julfestes schwört Heðinn öffentlich, dass er Sváfa zur Frau haben will. Danach bereut er den Schwur und macht sich alleine auf den Weg zu Helgi, um ihm von dem Missgeschick zu berichten. Helgi bittet Heðinn, ihm beim Kampf gegen Alfr zu helfen. Alfr ist der Sohn von Hróðmarr, den Helgi getötet hatte, um seinen Großvater Sváfnir zu rächen. Bei diesem Kampf wird Helgi schwer verwundet und erwartet seinen Tod. Er bittet Sváfa, Heðinn zu heiraten, aber das lehnt sie ab, da sie und Helgi einander Treue geschworen haben. Heðinn schwört vor Sváfa, dass er nicht nach Hause zurückzukehren werde, bis er Helgi gerächt hat.

## Parallelen zurHelgakviða Hundingsbana
Zwischen der Helgakviða Hjörvarðssonar und der Helgakviða Hundingsbana gibt es einige Parallelen:
- Die Liebe zwischen Helgi und Sváfa ähnelt stark der Liebe zwischen Helgi Hundingsbani und der Walküre Sigrún.
- Auch das Scheltgespräch zwischen Atli und Hrímgerðr hat eine Parallele im Scheltgespräch zwischen Sinfiötli und Guðmundr.
- In der Helgakviða Hundingsbana ist Helgis Schwager Dagr derjenige, der den Helden tötet. In der Helgakviða Hjörvarðssonar ist es Helgis Bruder Heðinn, der den fatalen Schwur leistet, Helgis Frau besitzen zu wollen. Allerdings nimmt die Handlung hier eine Wendung. Heðinn bereut seinen Schwur, und Helgi stirbt durch die Hand eines Feindes. Diese Wendung ist möglicherweise unter dem Einfluss des mittelalterlichen Ritterideals entstanden.[2]